# 萊蒙迪區
萊蒙迪區（西班牙語：Distrito de Raimondi）是秘魯東部烏卡亞利大區阿塔拉亞省的一個區。始建於1943年7月2日。它是以一名意大利自然学者命名的。
萊蒙迪區面積1万4508.51平方公里，海拔高度240米，2005年人口24,982，人口密度每平方公里1.7人。根据2017年人口普查数据萊蒙迪區有3万9732名居民。1993年的居民数量为1万8341人，2007年为3万7782人。区府位于坦博河西岸上海拔228米高的阿塔拉亞。阿塔拉亞同时也是阿塔拉亞省的省府，人口1万2946人（2017年）。在阿塔拉亞以北约2千米处坦博河与烏魯班巴河合流成烏卡亞利河。

## 地理位置
萊蒙迪區位于亞馬遜盆地的西边缘。烏魯班巴河和烏卡亞利河向西北和和北方向流经萊蒙迪區。区的西北部是山地。区的南部有多条支流汇入烏魯班巴河，西部也有支流汇入烏卡亞利河。区的东部也有多条小河流过。
萊蒙迪區向西与奧克薩潘帕省貝爾穆德斯港，向北与塔瓦尼亞區，向东北与尤魯阿區，向东与普鲁斯省普魯斯區，向东南与塞帕瓦區和向西南与薩蒂波省里奧坦博區及錢查馬約省皮查納基區相邻。